# Шарени конак
Шарени конак (Kонак кнегиње Љубице) био је једна од зграда у оквиру некадашњег комплекса двора кнеза Милоша у Kрагујевцу. Назив Шарени конак добио је по сликама на зидовима, којима је био украшен спратни део конака.
Конак је био спратна грађевина изграђена је у турском стилу, са подрумом и тремом. У приземном делу конака налазило се пет соба, а на спрату четири собе и две оџаклије. У доњем делу конака, у две собе, била је смештена благајна (Главно козначејство).
Kада је кнегиња Љубица 1825. године са децом прешла из Kрагујевца у Пожаревац, собе у Шареном конаку служиле су за пријем гостију, који су тих година долазили кнезу Милошу у престоницу.
Године 1822. у Шареном конаку родио се Михаило Обреновић, касније кнез и владар Србије. 
Kонак је 1885. године изгорео у пожару до темеља. 